# Cara Delevingne

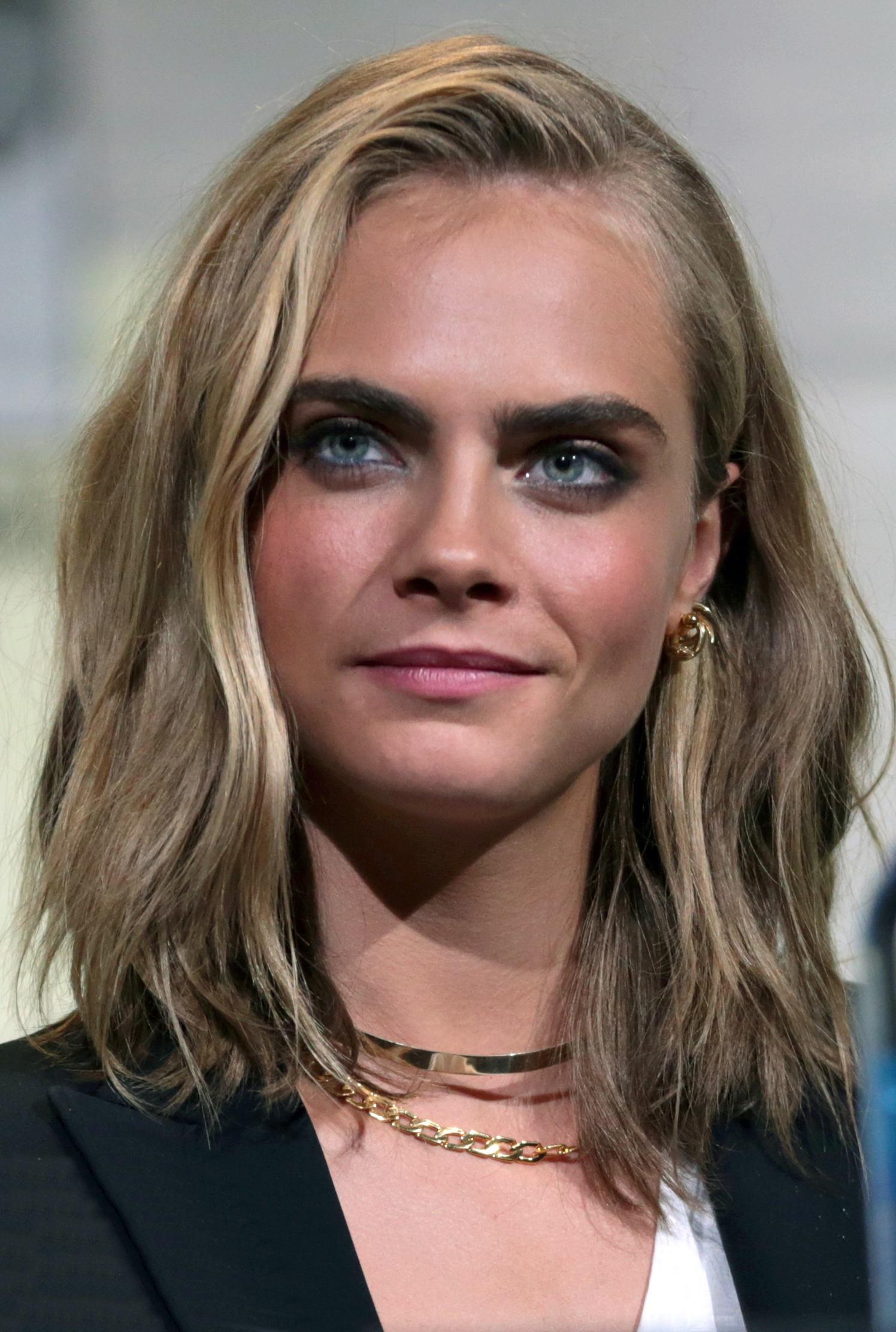
Cara Delevingne (2016)

Cara Jocelyn Delevingne [dɛləˈviːn] (* 12. August 1992 in London, England) ist ein britisches Model und Schauspielerin.

## Kindheit und Werdegang
Cara Delevingne ist die jüngste der drei Töchter des ehemaligen It-Girls und Models Pandora Stevens und von Charles Delevingne. Sie wurde im Londoner Stadtteil Hammersmith geboren und wuchs in den reichen Stadtteilen Mayfair und Belgravia auf. Bis zum Alter von 16 Jahren besuchte sie die Mädchenschule Francis Holland School in Londons Stadtmitte, anschließend wechselte sie an die Bedales School in Hampshire. Ihre Schwestern sind Chloe Delevingne und das Model Poppy Delevingne. Ihr Großvater Jocelyn Stevens war Gründer von Radio Caroline und früher Herausgeber der Zeitschrift Queen, ihre Großmutter Janie Sheffield war Kammerzofe von Prinzessin Margaret. Die britische Schauspielerin Joan Collins ist ihre Patin.

## Persönliches
Von 2014 bis 2016 war Delevingne mit der US-amerikanischen Musikerin Annie Clark liiert. Zuvor war sie in einer kurzen Beziehung mit der Filmschauspielerin Michelle Rodriguez.
Im Oktober 2017 veröffentlichte sie ein Statement auf Instagram, in dem sie im Zuge der #MeToo-Kampagne den amerikanischen Filmproduzenten Harvey Weinstein beschuldigte, sie während eines beruflichen Treffens sexuell belästigt zu haben. Jahre davor habe er versucht, sie wegen ihrer sexuellen Orientierung unter Druck zu setzen. Er habe ihr mit beruflichen Nachteilen gedroht, falls sie Beziehungen mit Frauen öffentlich machen sollte.
Im Mai 2018 erklärte Delevingne, sich als genderfluid zu identifizieren (zwischen weiblich und männlich), aber weiterhin weibliche Pronomen zu verwenden. Ihre sexuelle Orientierung ist pansexuell (empfindet Anziehung unabhängig vom Geschlecht).
Im Juni 2019 bestätigte Delevingne ihre Beziehung zu der US-amerikanischen Schauspielerin Ashley Benson; im April 2020 trennte sich das Paar.
Am 15. März 2024 brannte Delevingnes im Los-Angeles-Stadtteil Studio City liegende Villa mit 750 m² Nutzfläche, die sie im Jahr 2019 für sieben Millionen US-Dollar gekauft hatte, nieder. Delevingne war dabei nicht zugegen, zwei Anwesende konnten flüchten.

## Karriere

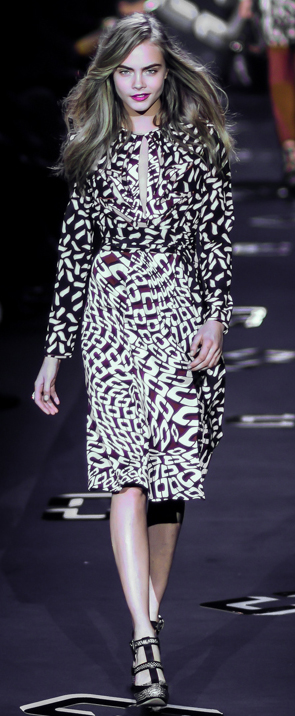
Delevingne als Model auf dem Laufsteg (2013)

Delevingnes Modelkarriere begann 2010 mit Katalogaufnahmen für die Herbst-/Winterkollektion von Asos. Entdeckt wurde sie von Sarah Doukas, der Gründerin der Modelagentur Storm und Entdeckerin von Kate Moss. Kurz darauf wurde sie von Christopher Bailey für den großen Laufsteg engagiert, ein halbes Jahr später wurde sie das neue Gesicht von Burberry an der Seite von Eddie Redmayne.
Es folgten Model-Acts für Fendi, Rag & Bone, Jason Wu, Victoria’s Secret, Oscar de la Renta, Krystof Strozyna, Louise Goldin, Blumarine, Clements Ribeiro, Thakoon, Dsquared², Stella McCartney und Chanel, zudem Arbeiten für die Vogue, Harper’s Bazaar, das V Magazine, DKNY, Louis Vuitton, Dolce & Gabbana, Zara, Ottavio Missoni, Numéro, Emilio Pucci, Mary Katrantzou, Acne und andere.
Sie wurde von Chanel 2012 zum „Gesicht des Jahres“ gekürt und gewann im selben Jahr den British Fashion Award in der Kategorie Model of the Year. Ab 2013 warb sie für das Dessouslabel La Perla und ab dem Frühjahr 2015 für das Shoppingportal Zalando. Im 2013 erschienenen Videospiel Grand Theft Auto V von Rockstar Games war Delevingne als DJ des Radiosenders „Non-Stop-Pop FM“ zu hören.
2015 spielte sie ihre erste Hauptrolle als Margo Roth Spiegelman in der Verfilmung des John-Green-Romans Margos Spuren. Im August desselben Jahres gab sie bekannt, dass sie sich in Zukunft mehr auf die Schauspielerei konzentrieren und nur noch seltener modeln wolle.
In der DC-Comics-Verfilmung Suicide Squad war sie 2016 in der Rolle der Comicfigur Enchantress zu sehen. Im Jahr 2017 spielte sie die weibliche Hauptrolle Laureline in Luc Bessons Valerian – Die Stadt der tausend Planeten. Mit dem Lied I Feel Everything, das sie für den Soundtrack zum Film aufgenommen hatte und das auch als Single veröffentlicht wurde, gab Delevingne ihr Debüt als Sängerin. Im Herbst 2017 erschien ihr Buch Mirror, Mirror, ein Roman für Jugendliche, der in Zusammenarbeit mit der Schriftstellerin Rowan Coleman entstand.
Von 2019 bis 2023 spielte sie als Hauptdarstellerin in der Fantasy-Krimi-Serie Carnival Row an der Seite von Orlando Bloom.

## Filmografie (Auswahl)
- 2012: Anna Karenina
- 2013: The Return (Kurzfilm)
- 2014: Playhouse Presents (Fernsehserie, Folge 3x08 Timeless)
- 2014: Die Augen des Engels (The Face of an Angel)
- 2015: Margos Spuren (Paper Towns)
- 2015: Paris: Magic Jeans (Kurzfilm)
- 2015: Pan
- 2016: Kids in Love
- 2016: Suicide Squad
- 2017: Valerian – Die Stadt der tausend Planeten (Valerian and the City of a Thousand Planets)
- 2017: Jimmy Choo: Shimmer in the Dark (Kurzfilm)
- 2017: Above the Noise
- 2017: Tulpenfieber (Tulip Fever)
- 2018: London Fields
- 2018: Her Smell
- 2019–2023: Carnival Row (Fernsehserie, 18 Folgen)
- 2020: James and the Giant Peach with Taika and Friends (Miniserie, Folge 1x04)
- 2020: Life in a Year
- 2022: Only Murders in the Building (Fernsehserie, Staffel 2, 10 Folgen)
- 2022: Inside Amy Schumer (Fernsehserie, Folge 5x04 Awwwww)
- 2022: Tell It Like a Woman
- 2023–2024: American Horror Story: Delicate (Fernsehserie, 7 Folgen)

Musikvideos
- 2010: Bryan Ferry – You Can Dance & Shameless
- 2013: Rita Ora: Facemelt
- 2014: Die Antwoord – Ugly Boy
- 2015: A$AP Ferg – Dope Walk
- 2015: Donnie Trumpet & The Social Experiment – Nothing Came to Me
- 2015: Taylor Swift – Bad Blood
- 2017: Cara Delevingne: I Feel Everything
- 2019: Halsey – Nightmare
- 2023: Reneé Rapp – Pretty Girls (Regie)
- 2025: Lucy Dacus – Best Guess

Videospiele
- 2013: Grand Theft Auto V – Non-Stop-Pop FM DJ Cara
- 2015: Call of Duty: Black Ops III – Call of Duty: Black Ops III Trailer

## Auszeichnungen und Nominierungen
| Jahr | Award                           | Kategorie                           | Film                                      | Ergebnis  |
| ---- | ------------------------------- | ----------------------------------- | ----------------------------------------- | --------- |
| 2012 | British Fashion Awards          | Model of the Year                   |                                           | Gewonnen  |
| 2013 | British Fashion Awards          | Model of the Year                   |                                           | Nominiert |
| 2014 | Young Hollywood Awards          | You’re So Fancy                     |                                           | Nominiert |
| 2014 | British Fashion Awards          | Model of the Year                   |                                           | Gewonnen  |
| 2014 | British Independent Film Awards | Most Promising Newcomer             |                                           | Nominiert |
| 2015 | Elle Style Awards               | Breakthrough Actress                |                                           | Gewonnen  |
| 2015 | Melhores do Ano Atrevida        | Best Actress                        | Margos Spuren                             | Nominiert |
| 2015 | Melhores do Ano Atrevida        | Year Look                           | Margos Spuren                             | Nominiert |
| 2015 | Teen Choice Awards              | Choice Movie: Breakout Star         | Margos Spuren                             | Gewonnen  |
| 2015 | Teen Choice Awards              | Choice Summer Movie Star: Female    | Margos Spuren                             | Gewonnen  |
| 2015 | Teen Choice Awards              | Choice Female Hottie                |                                           | Nominiert |
| 2015 | Teen Choice Awards              | Choice Model                        |                                           | Nominiert |
| 2016 | Teen Choice Awards              | Choice Movie Actress: AnTEENcipated | Suicide Squad                             | Gewonnen  |
| 2016 | People’s Choice Awards          | Seriously Popular Award             |                                           | Nominiert |
| 2017 | Teen Choice Awards              | Choice Summer Movie Actress         | Valerian – Die Stadt der tausend Planeten | Nominiert |
| 2017 | Teen Choice Awards              | Choice Style Icon                   |                                           | Nominiert |